# Carbonyldicyanid
Carbonyldicyanid (IUPAC: Oxomalononitril), oder uneindeutig abgekürzt als Carbonylcyanid, ist eine organische chemische Verbindung, die sich aus einer Carbonylgruppe und zwei Nitrilgruppen zusammensetzt. Entsprechend der Theorie der Pseudohalogene kann es also Cyanoanalogon des Phosgens gesehen werden. Eine weitere mögliche Analogie besteht zur Mesoxalsäure.

## Gewinnung und Darstellung
Carbonyldicyanid ist kommerziell nicht verfügbar, kann aber in zwei Schritten aus Tetracyanoethylen hergestellt werden. Der erste Schritt ist die Epoxidierung des Edukts mittels Wasserstoffperoxid, wobei das Zwischenprodukt Tetracyanoethylenoxid entsteht. Wird dieses weiter mit Dibutylsulfid umgesetzt entsteht das Produkt Carbonyldicyanid, sowie in stöchiometrischen Mengen ein Schwefelanalogon davon. Das Produkt kann durch Vakuumdestillation aus der Mischung isoliert werden.

## Eigenschaften
Carbonyldicyanid ist sehr reaktiv. Es reagiert explosiv mit Wasser, wobei Blausäure und Kohlenstoffdioxid entsteht. Mit Alkoholen und Phenolen werden Cyanoformiatester gebildet. Mit primären und sekundären Aminen hingegen Cyanoformamide. Weiterhin kann Carbonyldicyanid in einer Diels-Alder-Reaktion (genauer einer Hetero-Diels-Alder-Reaktion) eingesetzt werden, wobei die wegen den stark elektronenziehenden Nitrilgruppen sehr elektronenarme Carbonylgruppe als Dienophil reagiert und somit 2,2-Dicyanodihydropyrane gebildet werden.